# Induno Olona
Induno Olona (Indüun in dialetto varesotto, e semplicemente Induno fino al 1863) è un comune italiano di 10 415 abitanti della provincia di Varese in Lombardia.

## Geografia fisica
Geograficamente si colloca all'incrocio della Valganna e della Valceresio, attraversato nella frazione di Olona dal fiume omonimo, che attraverso un suo ramo laterale forma le cascate di Valganna. Posto tra le Prealpi Varesine, sorge alle pendici del Monte Monarco (832 m s.l.m.), a poca distanza da Varese, della quale era, ai tempi del ventennio fascista, una frazione. Al termine della seconda guerra mondiale, il 25 ottobre 1950, dopo un referendum popolare, Induno tornò ad essere comune autonomo, lasciando però la frazione di Bregazzana alla città di Varese.
Il dislivello del comune è compreso tra i 379 metri s.l.m. nella frazione di Olona, ai 1 032 metri s.l.m. del monte Martica.
La flora e la fauna sono quelli tipici delle zone prealpine.

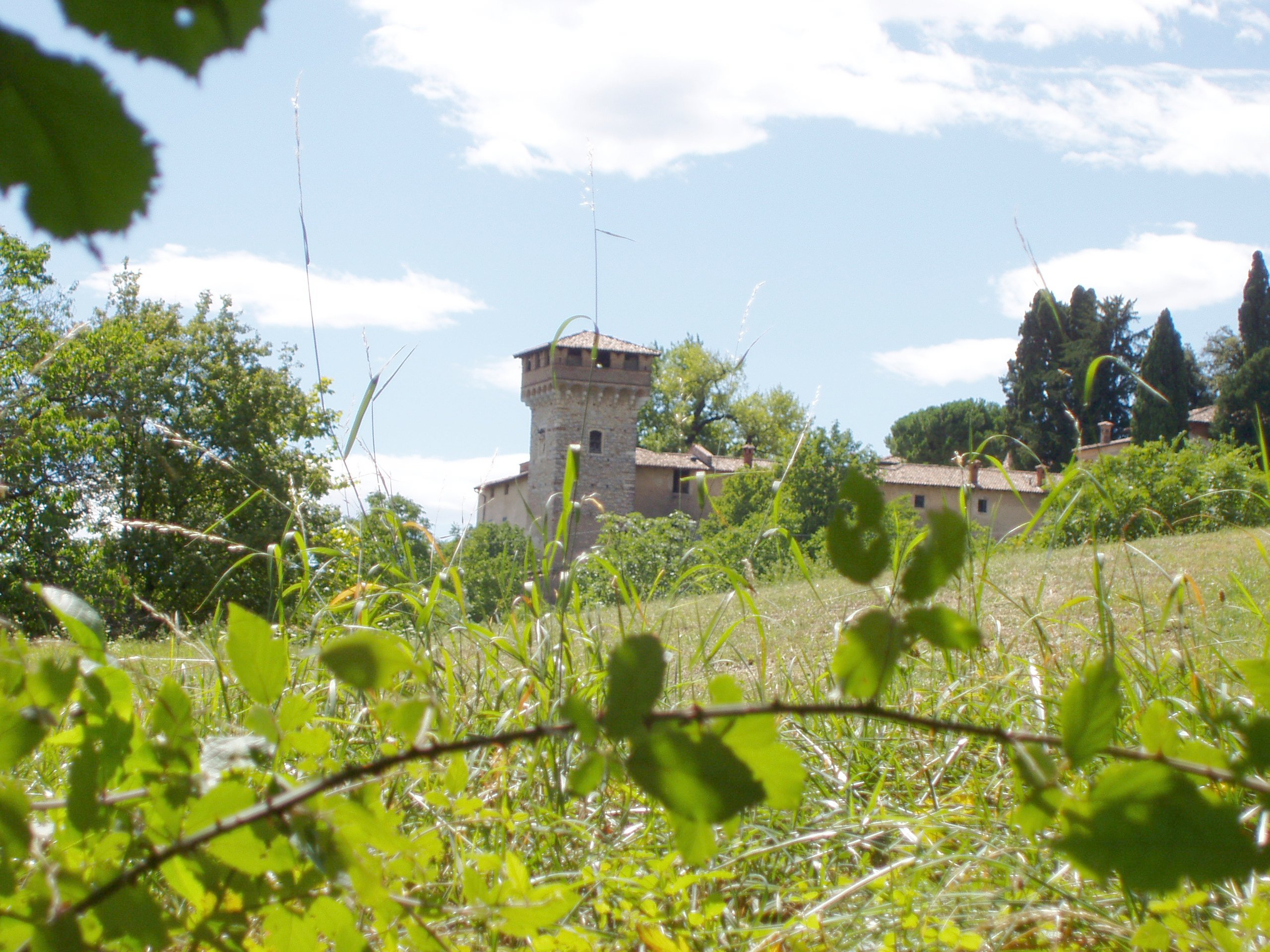
Il Castello di Frascarolo.

## Storia

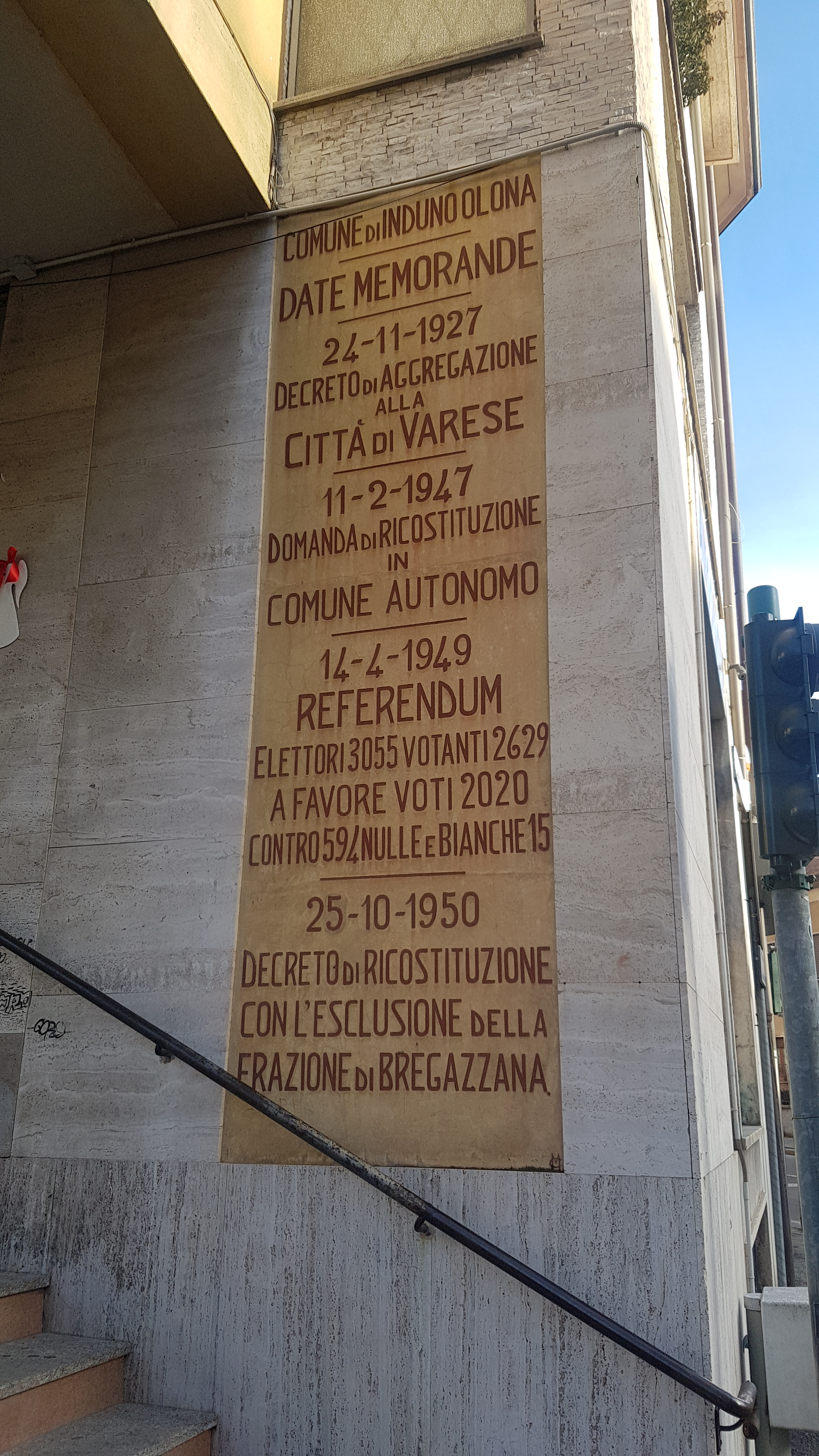
Lapide commemorativa del referendum ricostitutivo del comune autonomo nel 1950

La nascita di Induno Olona si fa risalire al V secolo a.C., durante le invasioni dei Galli nelle zone lombarde. Esistono due ipotesi sull'origine del nome "Induno": la prima ipotesi fa risalire il nome dal celtico Dunum, che significa "luogo fortificato" posto su un'altura; la seconda invece lo fa derivare invece dal latino In dunis ossia "tra le dune" per la conformazione del territorio.
Dai reperti ritrovati in località Pezza, si sa che i Romani vi fondarono un insediamento stabile solo nel I secolo a.C., nella Valceresio; mentre il territorio oggi occupato dalla strada che conduce a Valle Olona (via Jamoretti) era paludoso.
Alla caduta dell'Impero Romano, anche nell'abitato di Induno era penetrato il Cristianesimo.
Nel IX secolo d.C. i Longobardi aggregano l'abitato a Castelseprio; probabilmente è sotto il dominio longobardo che furono erette la Torre Pezza, oggi in rovina, e il Castello di Frascarolo. Nei secoli successivi passò alla Pieve di Arcisate e alla Chiesa milanese. Nel 1160, durante l'invasione di Federico Barbarossa, l'arcivescovo di Milano Oberto da Pirovano usò il Castello di Frascarolo come fortezza per difendere Varese da un attacco di Comaschi che, parteggiando con il Barbarossa avevano occupato Induno.
Induno Olona subì la dominazione spagnola, mentre sotto quella austriaca fu sottoposta alla provincia di Varese. Dopo la parentesi napoleonica fu posta sotto il Distretto di Arcisate, nella provincia di Como. Nel 1827 viene eletto il primo Consiglio comunale.
Nel XIX secolo Induno Olona si trasforma da paese agricolo in paese industriale, grazie alla presenza del fiume Olona che alimenta sei opifici; nel 1903 fu attivata la ferrovia della Valganna, che collegò Induno con Varese e con Luino.
Nel 1927 il comune di Induno Olona venne soppresso e aggregato a Varese, come già successo brevemente durante il periodo napoleonico; recuperò l'autonomia il 25 ottobre 1950 (con la sola esclusione della frazione Bregazzana), dopo un referendum del 1949.

### Simboli
Lo stemma e il gonfalone sono stati concessi con decreto del presidente della Repubblica del 7 gennaio 1956.
Uno stemma simile all’attuale era già in uso su documenti sin dalla fine del XVIII secolo ed è tuttora possibile vederne una vecchia versione sul soffitto dell'abside del santuario della Madonna di San Bernardino, decorato da Carlo Cassani nella prima metà del '900.
Nella parte inferiore riporta il disegno di un fiore poi divenuto, presumibilmente in epoca repubblicana, una croce.
Il gonfalone è un drappo partito di bianco e di rosso.

## Monumenti e luoghi d'interesse
Il territorio di Induno Olona è costellato di edifici ricchi di valenze storiche, sia da un punto di vista civile sia sotto il profilo religioso.

### Architetture religiose

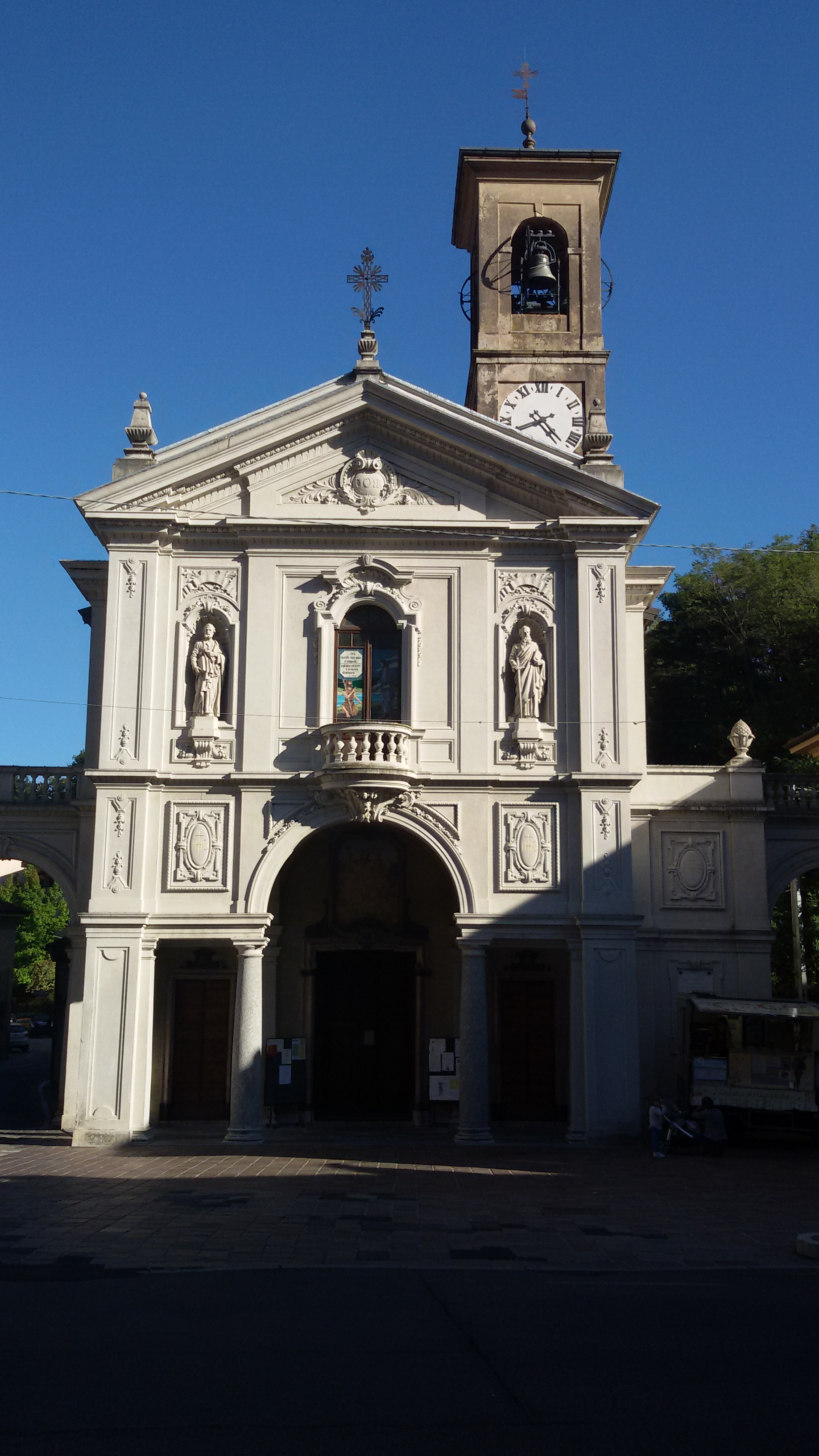
Chiesa di San Giovanni Battista

#### Cappella di San Pietro e Chiesa di San Giovanni
La cappella di San Pietro in Silvis, la più antica delle 11 chiese di Induno, romanica dell'XI secolo, ma probabilmente sorta al posto di un edificio o una chiesa preesistente.

#### Chiesa di San Giovanni Battista
In centro paese trova invece posto la chiesa di San Giovanni Battista, edificata tra il XV e il XVI secolo, probabilmente sui resti di una chiesa più antica.

#### Santuario della Madonna di San Bernardino
Chiesa di enorme rilevanza per la vita di Induno è il santuario della Madonna di San Bernardino, co-patrono del comune al quale vi è una speciale devozione. La festa di san Bernardino viene celebrata la seconda domenica del mese di settembre attorno al santuario.

#### Chiesa dei Santi Re Magi

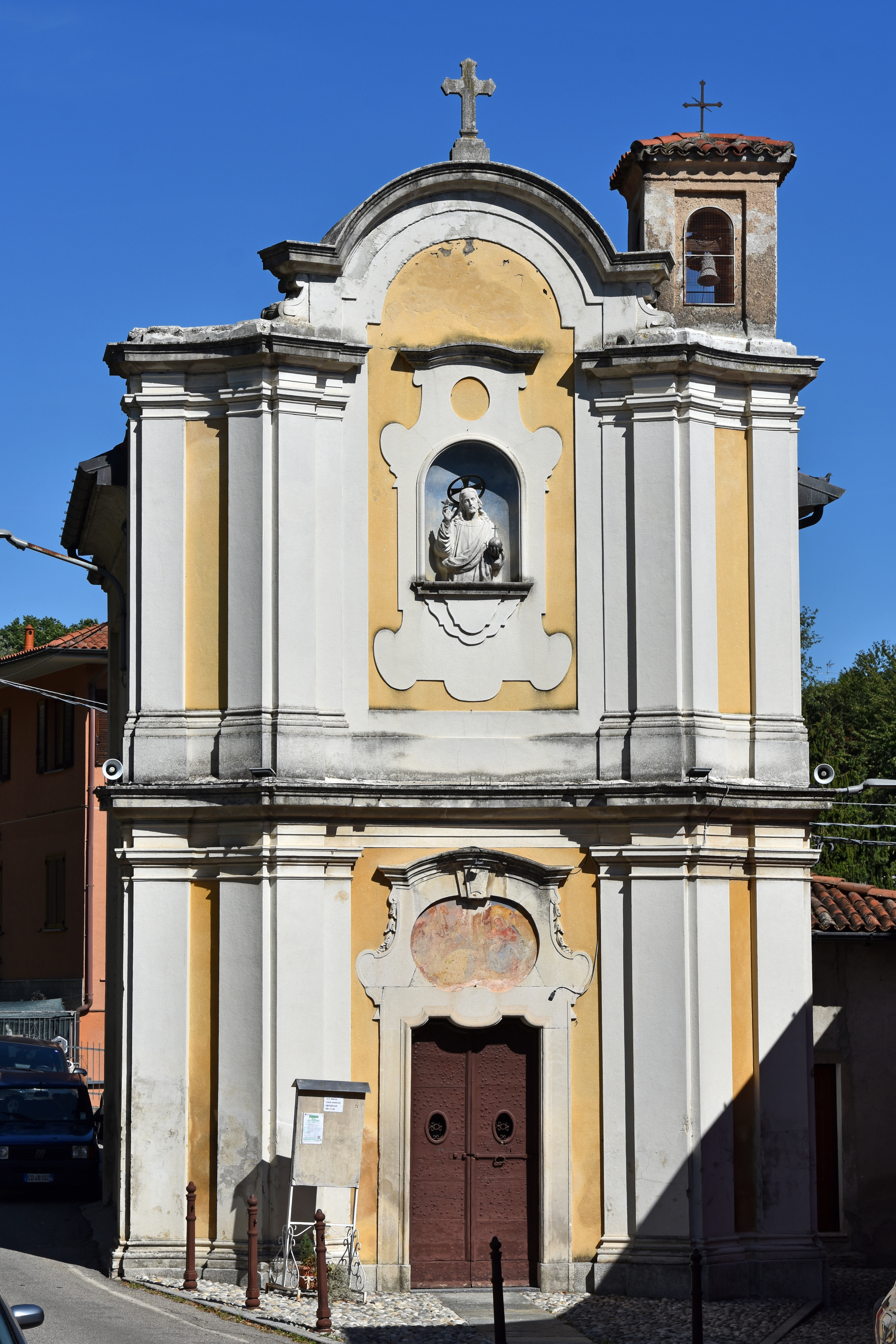
Chiesa dei Santi Re Magi

La chiesa dei Santi Re Magi, situata in frazione Olona, barocca, custodisce le reliquie dei Re Magi provenienti dalla basilica di Sant'Eustorgio a Milano.

### Architetture civili

#### Castello di Frascarolo
Il castello di Frascarolo, in origine una fortezza, poi acquistato dalla famiglia Medici di Marignano che ne fece la propria residenza, 
Nel paese si trova anche il Monumento ai caduti di Induno Olona, realizzato dallo scultore Dante Parini.

#### Villa Belloni Castiglioni
Inserita in un ampio parco, villa Belloni Castiglioni (inizi del XIX secolo) è una dimora in stile tardo-neoclassico. La villa si compone di due corpi di fabbrica disposti a "L", dei quali quello più a occidente costituiva l'ala più signorile.

## Economia
In località Olona si trovano, una accanto all'altra, sia la sede di produzione italiana del cioccolato svizzero Lindt, sia il Birrificio Angelo Poretti, storico stabilimento in stile Liberty del gruppo danese Carlsberg.

## Infrastrutture e trasporti
Dal 1894 il territorio comunale è attraversato dalla ferrovia Varese-Porto Ceresio, originariamente gestita dalla Rete Mediterranea, poi passata in gestione alle Ferrovie dello Stato e quindi a RFI. Dal 1905 esiste una stazione a servizio dell'abitato, la quale è stata demolita nel 2010 e successivamente ricostruita e riattivata a fine 2017, essendo stata interessata dai lavori di costruzione della ferrovia Mendrisio-Varese (che reimpiega il tracciato della linea per Porto Ceresio nel tratto tra Varese e Arcisate).

## Società

### Evoluzione demografica
- 620 nel 1574
- 1134 nel 1678
- 1286 nel 1751
- 1464 nel 1805
- unioni con Arcisate, Brenno e Varese in età napoleonica
- 1961 nel 1853
- 2465 nel 1901
- annessione a Varese nel 1927
- secessione da Varese, eccetto la frazione di Bregazzana, nel 1950
- 4224 nel 1951

Abitanti censiti

## Cultura

### Associazioni Musicali
Nel paese è attiva la Filarmonica Indunese, fondata nel 1870.

## Amministrazione
| Periodo        | Periodo        | Primo cittadino      | Partito      | Carica  | Note   |
| -------------- | -------------- | -------------------- | ------------ | ------- | ------ |
| 1951           | 1963           | Felice Maroni        |              | Sindaco |        |
| 1963           | 1975           | Giovanni Beretta     |              | Sindaco |        |
| 1975           | 1985           | Giuseppe Vimercati   |              | Sindaco |        |
| 1985           | 1990           | Fiorenzo Bonicalzi   |              | Sindaco |        |
| 1990           | 1995           | Luciano Angelini     |              | Sindaco |        |
| 7 maggio 1995  | 13 giugno 1999 | Attilio Fontana      | Lega Nord    | Sindaco |        |
| 13 giugno 1999 | 12 giugno 2004 | Carlo Crosti         | Lega Nord    | Sindaco |        |
| 12 giugno 2004 | 26 maggio 2014 | Maria Angela Bianchi | Lista civica | Sindaco |        |
| 26 maggio 2014 | 10 giugno 2024 | Marco Cavallin       | Lista civica | Sindaco | [ 12 ] |
| 10 giugno 2024 | in carica      | Giorgio Castelli     | Lista civica | Sindaco | [ 1 ]  |

### Altre informazioni amministrative
Il comune fa parte della comunità montana del Piambello (precedentemente fece parte della comunità montana della Valceresio) ed è uno dei soci della comunità di lavoro Regio Insubrica, ente di cooperazione transfrontaliera che federa alcune province di Lombardia e Piemonte e il Canton Ticino svizzero.

## Sport
Lo sport a Induno Olona viene praticato a livello dilettantistico: tra le maggiori squadre si citano la Quasars Induno (pallavolo), l'AB Olona Calcio, il Real Induno e la Polisportiva Aurora.